# Pelasgus minutus
Pelasgus minutus – endemiczny gatunek słodkowodnej ryby z rodziny karpiowatych (Cyprinidae).

## Występowanie
Jeziora Albanii i Macedonii Północnej.

## Opis
Dorasta do 5 cm długości standardowej.

## Taksonomia
Gatunek słabo poznany, o niepewnej pozycji systematycznej. Ostatnie znane okazy odłowiono w roku 1973.